# پارناپارین سدیم
پارناپارین سدیم (به انگلیسی: Parnaparin sodium) یک داروی آنتی‌ترومبوتیک است و به گروه هپارین‌های با وزن مولکولی پایین تعلق دارد. در پیشگیری و درمان پاتولوژی‌های ترومبوآمبولی، ظهور این دسته از داروها نشان دهنده پیشرفت پزشکی است، زیرا آنها همان اثربخشی هپارین شکسته نشده را حفظ می‌کنند، اما با رژیم‌های دوز ساده‌تر و کاهش عوارض جانبی. علاوه بر مؤثر بودن در درمان ترومبوز ورید عمقی اثبات شده و فلبوپاتی‌های مرتبط با ترومبوز، پارناپارین اثربخشی ترومبوپروفیلاکتیک خود را در بیماران جراحی با خطر بالا و متوسط نشان داده‌است.